# 陳敏愷
陳敏愷（Mandy Chan Man Oi，1983年8月14日—）是温哥華加拿大中文電台AM1470的節目主持和監製。有時也會在新時代電視主持節目和拍攝電視廣告。她也是一位舞台劇演員。
陳敏愷於2001年參加加拿大中文電台AM1470舉辦的《後浪 DJ 訓練班》，畢業後就職於電台，並參與新時代電視多個節目，為當地華人所熟悉。由於她出生香港，但有一半的台灣血統，所以通曉粤語、國語和台語三種地方語言；有假期的時候她會穿梭港、台兩地探親。
陳敏愷常以可愛搞笑造型見稱，尤其在週日FM96.1《七彩朱古力》節目中以口技飾演五、六歲的小女孩「愷BB」最令人津津樂道。因此,她得到了「愷BB」的綽號。

## 現主持節目
- 《Mini Van （页面存档备份，存于）》--AM1470（與范家敏 （页面存档备份，存于），袁號殷 （页面存档备份，存于）, 趙穎䝼[2], 黎穎俊 （页面存档备份，存于）合作）
- 《七彩朱古力》--FM96.1（與范家敏 （页面存档备份，存于）合作）

## 電視廣告
- 《(温哥華) 加拿大中文電台2009牛年賀歲宣傳片》--（與AM1470和FM96.1眾DJ合作）
- 《小心嘩鬼之里徵求鬼故事》--2008年10月（AM1470節目《小心華之里》節目眾DJ合作）[3]
- 《超霸咭報料站》--目前在温哥華新時代電視經常播出（與張無忌合作）

## 曾参演節目

### 新時代電視
- 2009年-《魅力凝聚新時代2009》（司儀，與廖德隆合作）
- 2010年-《魅力凝聚新時代2010》（司儀，與廖德隆、陳本岡合作）

### AM1470/FM96.1
- 2008年-《SunShine Nation》（司儀，與謝展基、溫國祥合作）
- 2005年-《Sunshine Boyz》（司儀，與雷國瑜、李昂霖合作）
- 2004年-《Sunshine Boyz》（司儀，與阿細、盧業瑂合作）

## 曾主持節目
- 《你華點就點》--AM1470（與李婉華，趙穎䝼[2]合作）

## 曾参演舞台劇
- 2008年-《戀愛猜情尋》慈善音樂劇--(與黃凱芹、蔡少芬、李彩華、陳鍵鋒、雷安娜、劉以達、湯寶如合作)[4]。

《戀愛猜情尋》是一齣為「加拿大世界宣明會」籌款的慈善巡迴演出音樂劇。演出日期是2009年5月10日在(温哥華）、5月12日(卡加利)、5月14日(愛民頓) No及 5月16 日（多倫多）。此音樂劇款的目的是幫助蒙古軟骨病兒童。

## 参看
- 加拿大中文電台
- AM1470
- 新時代電視

## 外部連結
- 加拿大中文電台AM1470 DJ Profile - 陳敏愷 （页面存档备份，存于）
- (温哥華)加拿大中文電台AM1470/FM96.1官方網站 （页面存档备份，存于）